# 郭家豪
郭家豪（？—）是一名台灣足球裁判。他畢業於中國文化大學體育系，曾任新北市立安和國民小學教師。他長期執法台灣企業甲級足球聯賽、台灣木蘭足球聯賽等台灣國內聯賽，也擔任全國運動會、全國中等學校足球聯賽等賽會裁判。2020年，他正式當選FIFA國際裁判。